# Миньковцы (Славутский район)
Миньковцы (укр. Миньківці) — село в Славутском районе Хмельницкой области Украины.
Население по переписи 2024 года составляло 727 человек. Почтовый индекс — 30018. Телефонный код — 3842. Занимает площадь 3,77 км². Код КОАТУУ — 6823985301.

## Местный совет
30018, Хмельницкая обл., Славутский р-н, с. Миньковцы